# Santa Colomba de Somoza
Santa Colomba de Somoza es un municipio y lugar español de la provincia de León, en la comunidad autónoma de Castilla y León. Se encuentra situado en la histórica comarca de la Maragatería y cuenta con una población de 494 habitantes (INE 2024).
En 2015, en la aprobación por la Unesco de la ampliación del Camino de Santiago en España a «Caminos de Santiago de Compostela: Camino francés y Caminos del Norte de España», España envió como documentación un «Inventario Retrospectivo - Elementos Asociados» (Retrospective Inventory - Associated Components) en el que en el n.º 1783 figura Santa Colomba de Somoza.

## Geografía
Se encuentra a 16 km de Astorga y a 61 km de León. El río Turienzo atraviesa el municipio.

## División administrativa
El término municipal cuenta con una extensión de 179,10 km² e incluye Santa Colomba de Somoza y 18 pedanías:
- Andiñuela de Somoza
- Argañoso
- Foncebadón
- La Maluenga
- Labor de Rey (despoblado)
- Manjarín (despoblado)
- Murias de Pedredo
- Pedredo
- Prada de la Sierra
- Rabanal del Camino
- Rabanal Viejo
- San Martín del Agostedo
- Santa Marina de Somoza
- Tabladillo
- Turienzo de los Caballeros
- Valdemanzanas
- Viforcos
- Villar de Ciervos

## Historia

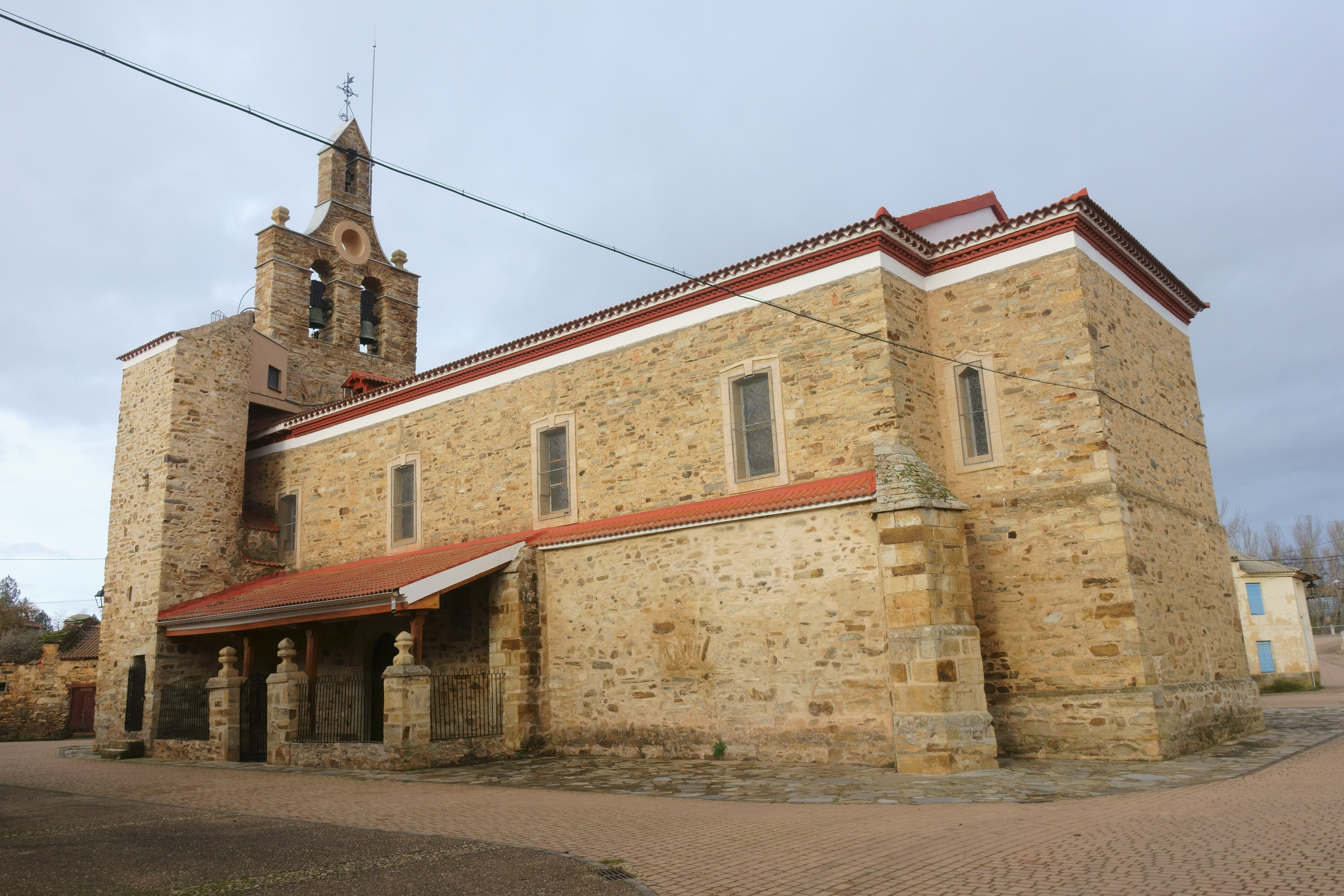
Iglesia de la Expectación

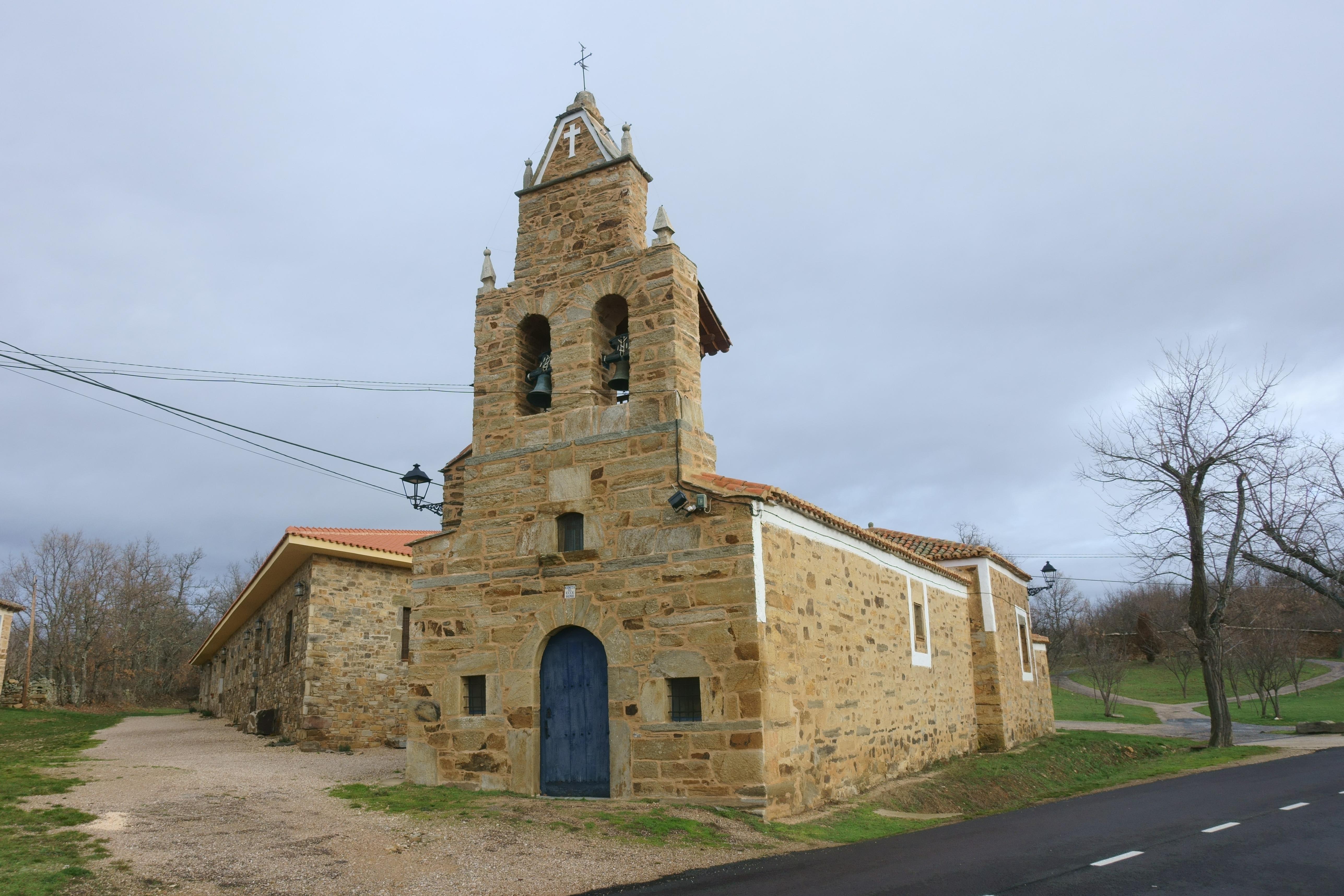
Ermita del Ecce Homo

La historia de este pueblo nace en la Edad Media, en la que se tiene por primera vez constancia documental de esta villa; pero existen vestigios que demuestran su importancia ya desde épocas muy anteriores, ya que en el mismo pueblo se hallan los restos de una villa romana, en el paraje denominado El Soldán, así como varias tumbas que el Doctor Julio Carro determinó como fenicias.
Los arrieros maragatos gozaron de gran poder e influencia en la zona entre los siglos XVI y XIX. La comarca maragata está situada en un punto estratégico en las comunicaciones del interior de la península y Galicia. La propia Astorga está hoy situada en medio de la Nacional VI. Los maragatos transportaban al interior de la península salazones de pescado traídos desde las costas gallegas, y, al volver a su tierra, cargaban con embutidos y productos de secano. La decadencia de esta casta comenzó con la llegada del ferrocarril a Astorga en 1866.
La antigua farmacia, una construcción de piedra y con la decoración de una farmacia de principios del siglo XIX, se quemó en 2018.

## Demografía
Cuenta con una población de 494 habitantes (INE 2024).
| Gráfica de evolución demográfica de Santa Colomba de Somoza entre 1842 y 2021 |
| |
| Población de derecho según los censos de población del INE. Población de hecho según los censos de población del INE. En 1974 crece el término del municipio porque incorpora a Rabanal del Camino. |

## Economía

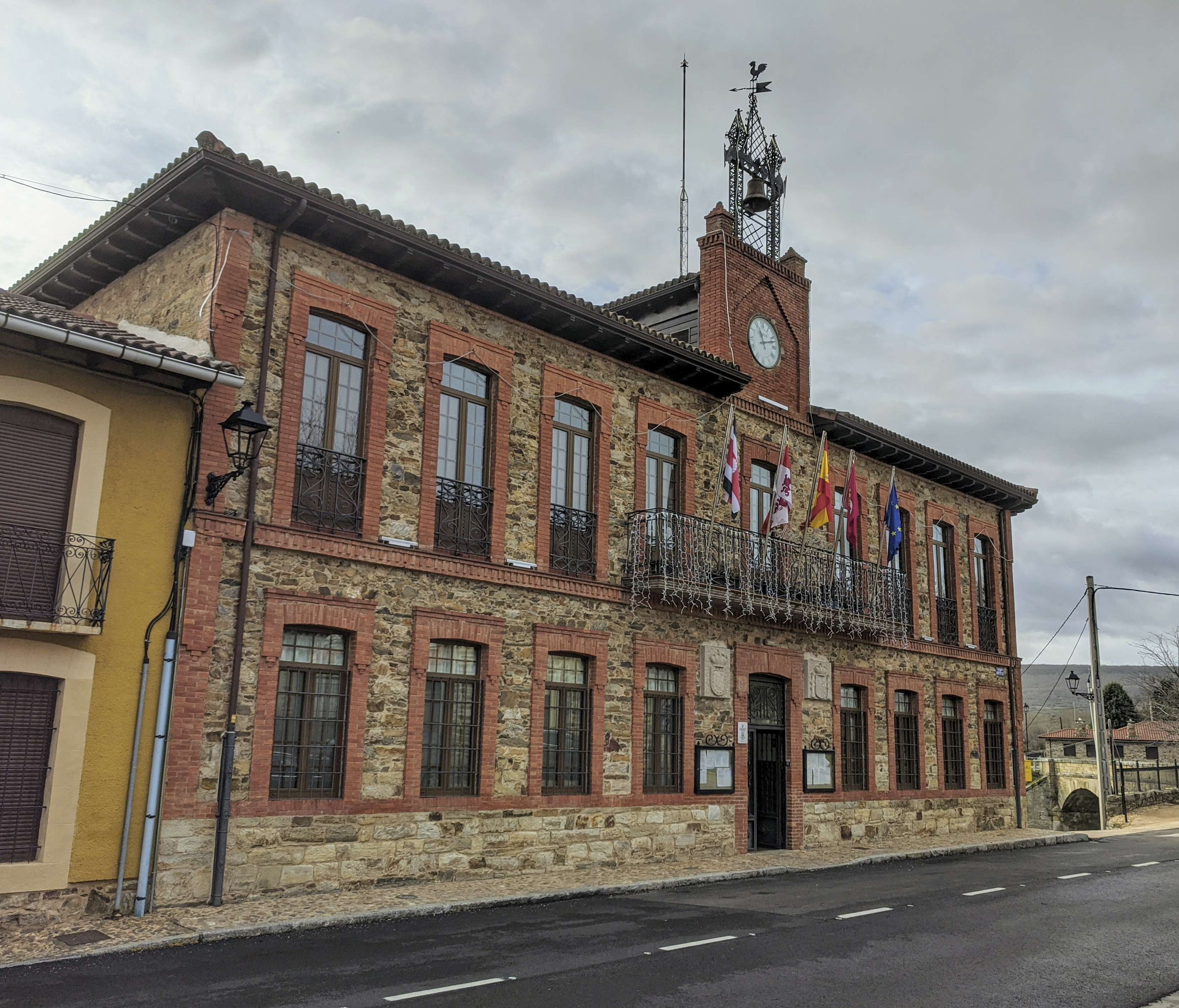
Casa consistorial

La principal actividad económica del pueblo en la actualidad está basada en el turismo. Sus principales reclamos turísticos son su arquitectura típica, su gastronomía (con el cocido maragato como estandarte). Los restaurantes más conocidos del pueblo están situados en casas maragatas rehabilitadas para ese menester.
En la actualidad existen dos hoteles y cuatro restaurantes, además de una casa rural de alojamiento compartido y una casa rural de alquiler. También existe la posibilidad de acampar en el camping situado a la entrada del pueblo.

## Patrimonio
Santa Colomba de Somoza es uno de los municipios leoneses por los que discurre el Camino de Santiago. En sus alrededores pueden encontrarse las huellas de la presencia de los romanos y sus trabajos de extracción de oro en las minas de Las Médulas, situadas en la comarca cercana de El Bierzo. Es el caso de la Laguna Cérnea y la Fucarona (antiguos lavaderos de oro romanos) y los restos de la villa romana de Soldán.

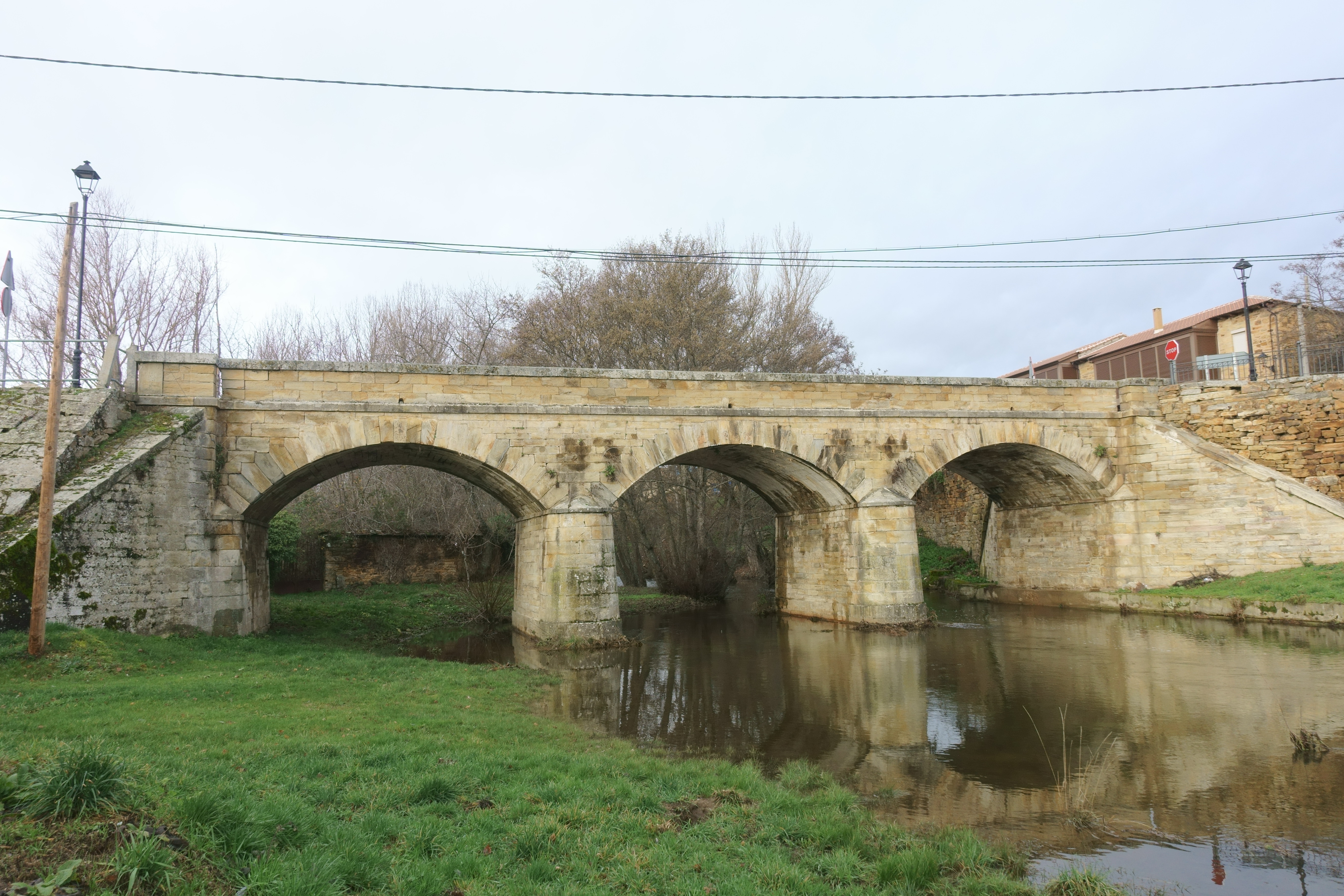
Puente sobre el río Turienzo
Puente construido en 1883 junto a la carretera LE-142 y que tras cruzar el río da servicio a la calzada local LE-6311 camino de Lucillo o Chana de Somoza.
Arquitectura popular
El pueblo conserva bastante bien la arquitectura maragata, disponiendo numerosas casas de estilo maragato con unos bonitos patios empedrados. Destacan por la calidad de sus construcciones de piedra.